# فرانز شوه (جراح)
فرانز شوه (بالألمانية: Franz Schuh)‏ هو طبيب وبروفيسور وجراح نمساوي، ولد في 1804 في Scheibbs ‏ في النمسا، وتوفي في 1867 في فيينا في النمسا.